# Галкин, Геннадий Юрьевич
Геннадий Юрьевич Га́лкин (12 декабря 1958 — 7 августа 2012, Москва, Российская Федерация) — российский тренер по баскетболу, заслуженный тренер России.

## Биография
Пошел по стопам отца, Юрия Федоровича, который был тренером по баскетболу, преподавал физкультуру в 135-й школе Казани. Сначала был детским тренером, затем — непродолжительный период возглавлял мужской УНИКС, а в сезоне 2008/2009 женский клуб «Каз-УОР». После этого вернулся к работе с молодежью в качестве наставника фарм-клуба «Казаночки» специалиста — команды «Каз-УОР».